# Koceljeva (općina)
Koceljeva (općina) (ćirilično: Општина Коцељева) je općina u Mačvanskom okrugu na sjeverozapadu Središnje Srbije. Središte općine je naselje Koceljeva. 

## Zemljopis
Po podacima iz 2004. općina zauzima površinu od 275 km² (od čega je poljoprivrednih površina 18.766 ha, a šumskih 5.707 ha).

## Stanovništvo
Prema popisu stanovništva iz 2002. godine u općini živi 15.636 stanovnika, raspoređenih u 17 naselja .

## Naselja
| - Koceljeva - Batalage - Brdarica - Bresnica - Galović - Goločelo | - Gradojević - Donje Crniljevo - Draginje - Družetić - Zukve - Kamenica | - Ljutice - Mali Bošnjak - Svileuva - Subotica - Ćukovine |

Po podacima iz 2004. prirodni priraštaj je iznosio -6,6 ‰, a broj zaposlenih u općini iznosi 2.235 ljudi. U općini se nalazi 16 osnovne škole s 1.353 učenika i jedna srednja škola s 293 učenika.